# Wolfgang Lüder

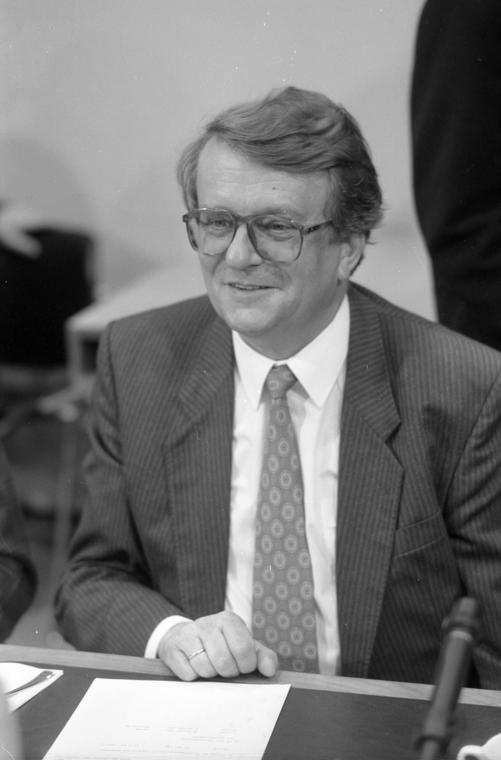
Wolfgang Lüder 1991

Wolfgang Lüder (* 11. April 1937 in Celle; † 19. August 2013 in Berlin) war ein deutscher Jurist und Politiker (FDP).
Er war von 1971 bis 1981 Berliner FDP-Vorsitzender, von 1975 bis 1981 Berliner Wirtschaftssenator, von 1976 bis 1981 Stellvertreter des Regierenden Bürgermeisters von Berlin und von 1987 bis 1994 Mitglied des Deutschen Bundestags.

## Leben
Lüder wurde 1937 als Sohn eines Gastwirts geboren; er besuchte das Ernestinum in Celle, ein altsprachliches Gymnasium. Ab 1957 studierte er Rechtswissenschaft an der Freien Universität Berlin. 1961 legte er die erste Juristische Staatsprüfung ab, war Referendar u. a. am Berliner Kammergericht. 1967 absolvierte er die zweite juristische Staatsprüfung. 1970 wurde er zunächst Assessor bei der Staatsanwaltschaft, dann Richter am Landgericht Berlin.
1981 ließ er sich als Rechtsanwalt nieder und war von 1991 bis 2007 auch Notar. Lüder war dreimal verheiratet und wurde Vater einer Tochter.

### Studenten- und Jugendpolitiker
1957 wurde er Mitglied im Liberalen Studentenbund (LSD), wurde dort 1961 zum Berliner Landesvorsitzenden, 1962 zum Bundesvorsitzenden und 1963 zum stellvertretenden Bundesvorsitzenden gewählt. An der Freien Universität wurde er 1958 Vorsitzender des Studentenparlaments und 1959 Studentensprecher im Akademischen Senat. Hier engagierte er sich führend in der Bewegung gegen die atomare Aufrüstung, wobei er betonte, dass es ihm um die Abrüstung in West und Ost gehe. Während seiner Studienzeit war er zudem Mitglied der Deutsch-Israelischen Studiengruppe an der Freien Universität Berlin.
Lüder trat 1962 in die FDP, 1963 in die FDP-Jugendorganisation Deutschen Jungdemokraten (DJD) ein. 1967 wurde er zum Landesvorsitzenden, 1968 für zwei Jahre zum Bundesvorsitzenden der Jungdemokraten gewählt.

### Berliner FDP-Chef und Bürgermeister
1970 wurde er Mitglied des FDP-Bundesvorstandes. Im Mai 1971 wählte ihn die Berliner FDP als prominentesten Vertreter des linksliberalen Flügels zum Landesvorsitzenden. Bis 1979 wurde er in dieser Funktion regelmäßig wiedergewählt.
Bei den Wahlen in Berlin 1975 wurde er in einer SPD/FDP-Koalition Berliner Senator für Wirtschaft. Nach dem Rücktritt des FDP-Politikers Hermann Oxfort als Bürgermeister und Justizsenator übernahm Lüder im Juli 1976 zusätzlich das Amt des Stellvertretenden Regierenden Bürgermeisters. 1979 war er für wenige Monate Mitglied des Abgeordnetenhauses von Berlin.
Als Folge der Affäre um den Bauunternehmer Dietrich Garski, der zur Realisierung mehrerer Immobilienprojekte in Saudi-Arabien vom Land Berlin eine in mehreren Schritten erhöhte Bürgschaft erhalten hatte und Ende 1980 in Zahlungsunfähigkeit geraten war, wurde Lüder von der eigenen Fraktion im Abgeordnetenhaus zum Rücktritt gedrängt. Am 7. Januar 1981 erklärte er seinen Amtsverzicht, wies jedoch jegliche „Schuld oder Vorwerfbarkeit“ von sich.

### Bundestagsabgeordneter
Von 1987 bis 1994 war er Abgeordneter des Deutschen Bundestags, wurde stellvertretender Vorsitzender des Innenausschusses. 1987 wurde er vom Berliner Abgeordnetenhaus nach Fraktionsproporz gewählt; 1990 rückte er auf der FDP-Landesliste in das Parlament ein. 1991 gehörte er zu den Mitverfassern des parteiübergreifenden Antrages „Vollendung der Einheit Deutschlands (Berlin-Antrag)“, der am 20. Juni 1991 in namentlicher Abstimmung mit 338:320 Stimmen vom Bundestag beschlossen wurde und schlussendlich in das Berlin/Bonn-Gesetz von 1994 mündete. 1993 wurde Lüder zu Unrecht verdächtigt, für das MfS gearbeitet zu haben.
Unterlagen zu seiner Tätigkeit für die FDP liegen im Archiv des Liberalismus der Friedrich-Naumann-Stiftung für die Freiheit in Gummersbach.

## Mitgliedschaften
Wolfgang Lüder war bis zu seinem Tod aktiver Humanist und sowohl im Landes- als auch im Bundesvorstand des Humanistischen Verbandes Deutschlands. Er war ebenfalls Mitglied im Vorstand der Vereinigung Gegen Vergessen – Für Demokratie, Präsidiumsmitglied des Berliner Landesverbandes der Deutschen Gesellschaft für die Vereinten Nationen, Kuratoriumsmitglied der Karl-Hamann-Stiftung und Vorstandsmitglied der Deutsch-Taiwanischen Gesellschaft, deren Bundesvorsitzender er bis 2008 war.
1980 wurde er mit dem französischen Ordre national du Mérite ausgezeichnet. Seit 2012 war Wolfgang Lüder Stadtältester von Berlin.